# Aikaná
Aikaná (Aikanã, Masaká, Massaca, Cassupá), indijansko pleme iz brazilske države Rondônia srodni Huarima, s kojima pripadaju jezičnoj porodici Huarian. Danas nešto preživjelih (217;; 264, 1995; 180,  2005) živi na rezervatu Tubarão-Latundê u općini Chupinguaia s plemenima Latundê, Sabanê i Kwaza, a ostali na rezervatima Rio Guaporé, Rio Branco i Kwazá do Rio São Pedro.
James Stuart Olson navodi da termin danas označava i ostale pripadnike nadvladanih plemena Huarí, Masaká, Tubarao, Kasupá, Munde i Corumbiara, odnosno plemena porodice huarian, koja su živjela životom tipičnim za kišnu šumu, od lova, ribolova i uzgoja manioke.
Prvi kontakt s Europljanima imaju 1730-ih godina; to su neo-Brazilci koji u potrazi za zlatom dolaze na njihovo područje, donoseći sa sobom za njih smrtonosne bolesti. Jezuitski misionari rade među njima do 1750. kada je madridskim ugovorom teritorij sjeverno od Guapore pripao Portugalcima.
Sve do 1900-ih oni žive u izolaciji od kontakta s civilizacijom. Velika potražnja za gumom u prvoj polovici 20. stoljeća dovela je na njihovo područje horde sakupljača koji sa sobom ponovno donose bolesti, pa ih velika većina pomre, a brazilska vlada 1940. naseljava plemena Aikana, Mondé i Kanoê u postaju na Igarapé Cascata, pritoku Pimenta Buena. I ovdje ih napadnu bolesti pa su se razbježali po šumi.
Danas njih nekoliko desetina živi na gornjem toku rijeke Chupinguai.

## Vanjske poveznice
- ISO 639-3 Registration Authority
- Aikanã